# 本巣パーキングエリア
本巣パーキングエリア（もとすパーキングエリア）は、岐阜県本巣市に建設中の東海環状自動車道のパーキングエリアである。

## 道路
- C3 東海環状自動車道

## 歴史
- 2024年（令和6年）8月5日 : PA名称が「本巣PA」に正式決定[1]。
- 2025年（令和7年）8月30日 15時: 本巣IC - 大野神戸IC間 開通に伴い、供用開始予定[2]。

## 施設
当PA北側の土地には、本巣市が整備する都市公園「もとまるパーク」が整備されており、当PA利用者も公園を利用できるよう連結されている。
駐車場は方面別に共に2つ設けられる予定。

## 隣
C3 東海環状自動車道
(14)本巣IC - 本巣PA（事業中） - (15)大野神戸IC